# Upper Canada College

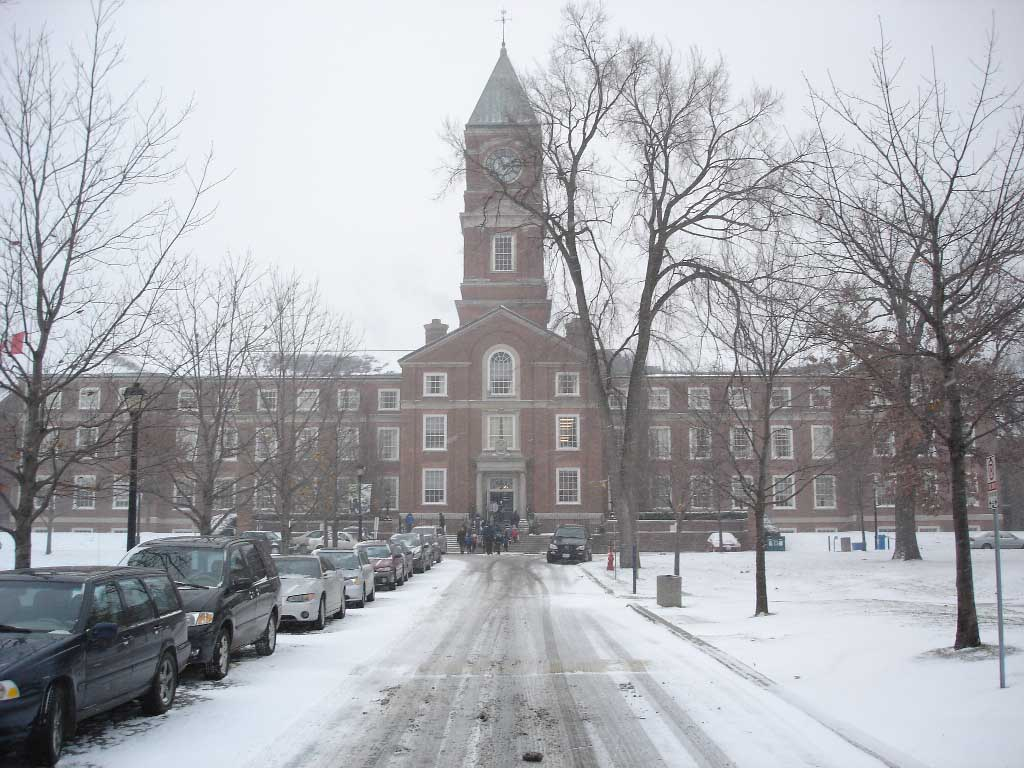
Hauptgebäude des UCC

Das Upper Canada College (UCC) ist eine private Schule für Jungen gelegen im Stadtzentrum Torontos, Kanada. Schüler zwischen Kindergarten- und der Zwölften Klasse studieren im Rahmen des International-Baccalaureate-Programm.
Das 1829 gegründete UCC ist die älteste unabhängige Schule in der Provinz Ontario, die drittälteste im Land und wird häufig als die prestigestärkste Schule in Kanada bezeichnet da die Schule viele Absolventen hervorbringt, die in hohe und einflussreiche Position in Wirtschaft und Politik unterkommen.
Das College entspricht dem System der public school. Heute ist UCC völlig unabhängig und die Schüler und Lehrkörper sind in den kulturellen und ökonomischen Hintergründen verschieden. Eine Verbindung zur Königsfamilie wurde durch Philip, Duke of Edinburgh, gehalten. Er war der offizielle Visitator der Schule.